# Chadrac
Chadrac is een gemeente in het Franse departement Haute-Loire (regio Auvergne-Rhône-Alpes). De plaats maakt deel uit van het arrondissement Le Puy-en-Velay. Chadrac telde op 1 januari 2022 2.502 inwoners.

## Geografie
De oppervlakte van Chadrac bedroeg op 1 januari 2022 2,48 vierkante kilometer; de bevolkingsdichtheid was toen 1.008,9 inwoners per km².

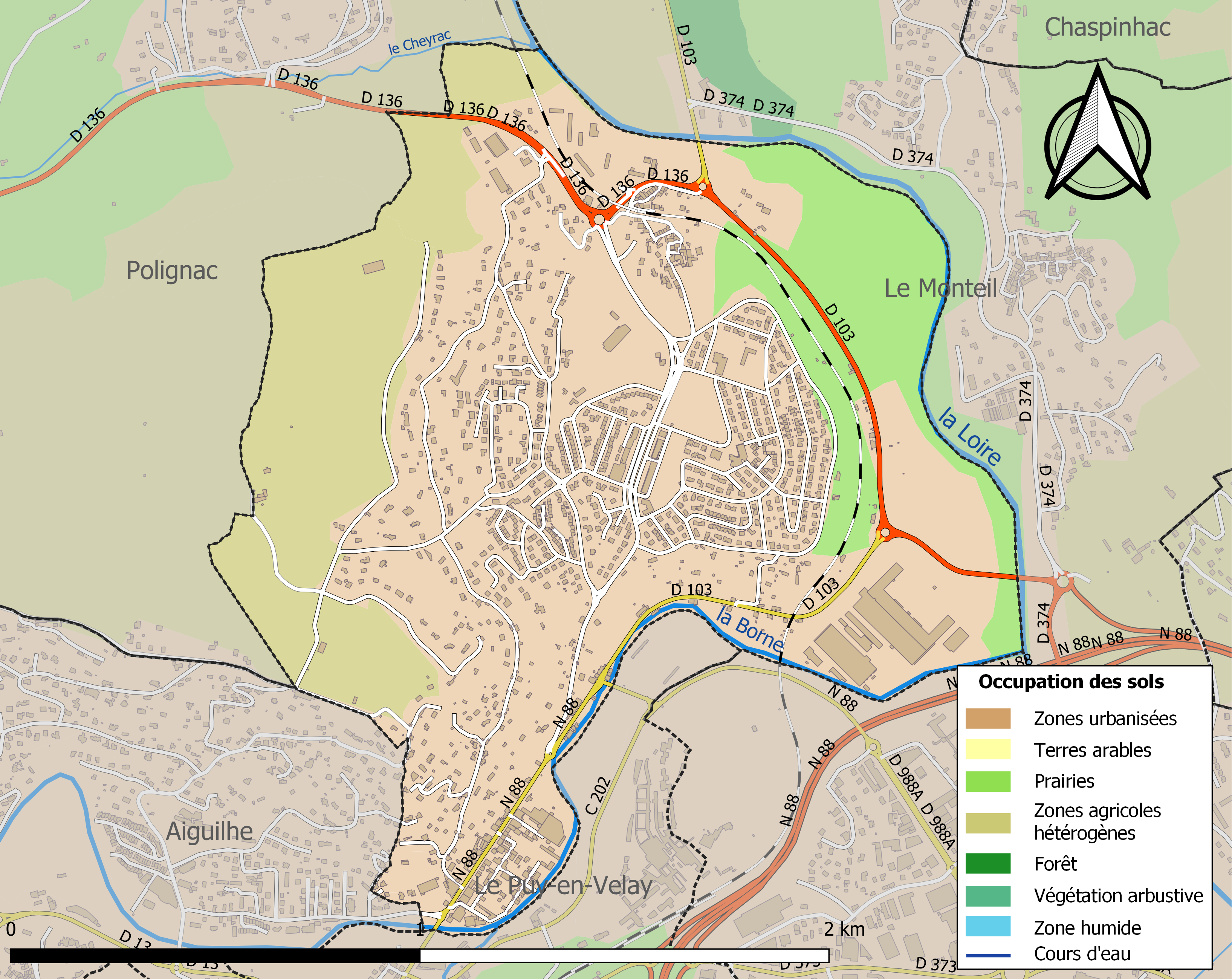
Kaart van de gemeente met de belangrijkste infrastructuur, bodemgebruik en omliggende gemeenten

## Demografie
Onderstaande figuur toont het verloop van het inwonertal (bron: INSEE-tellingen).